# Geestbrug

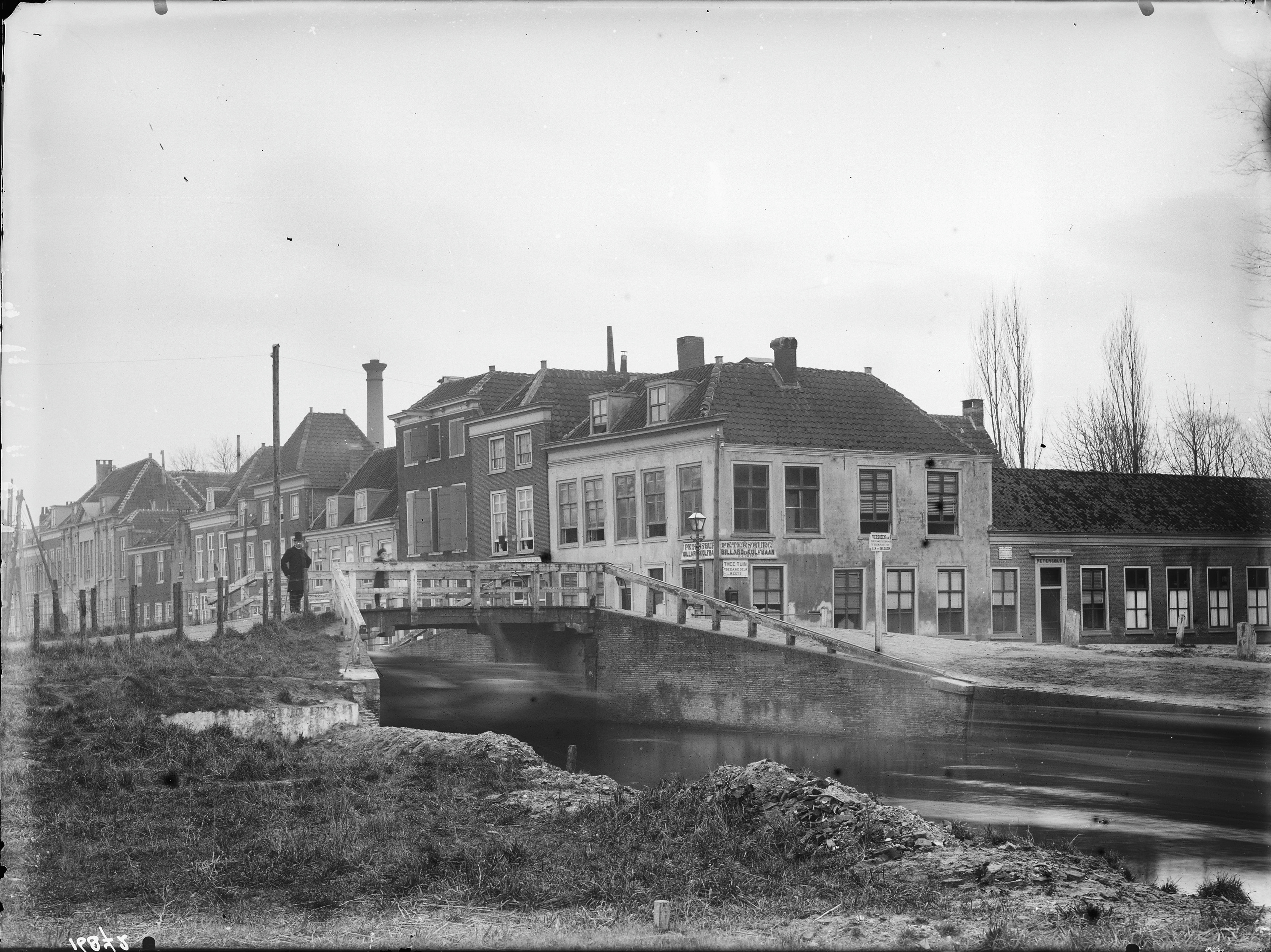
Geestbrug in 1891

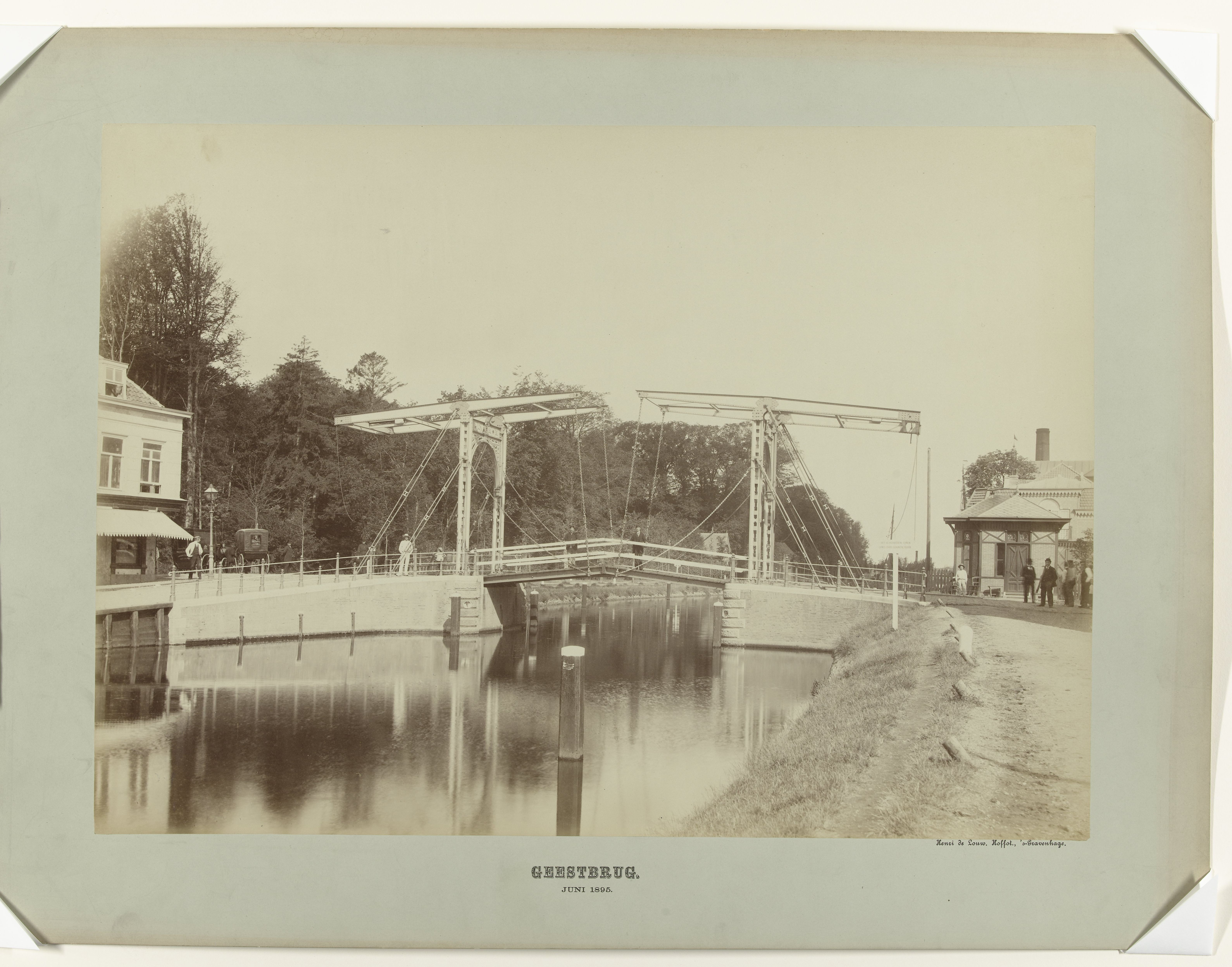
Geestbrug als dubbele ophaalbrug in 1895

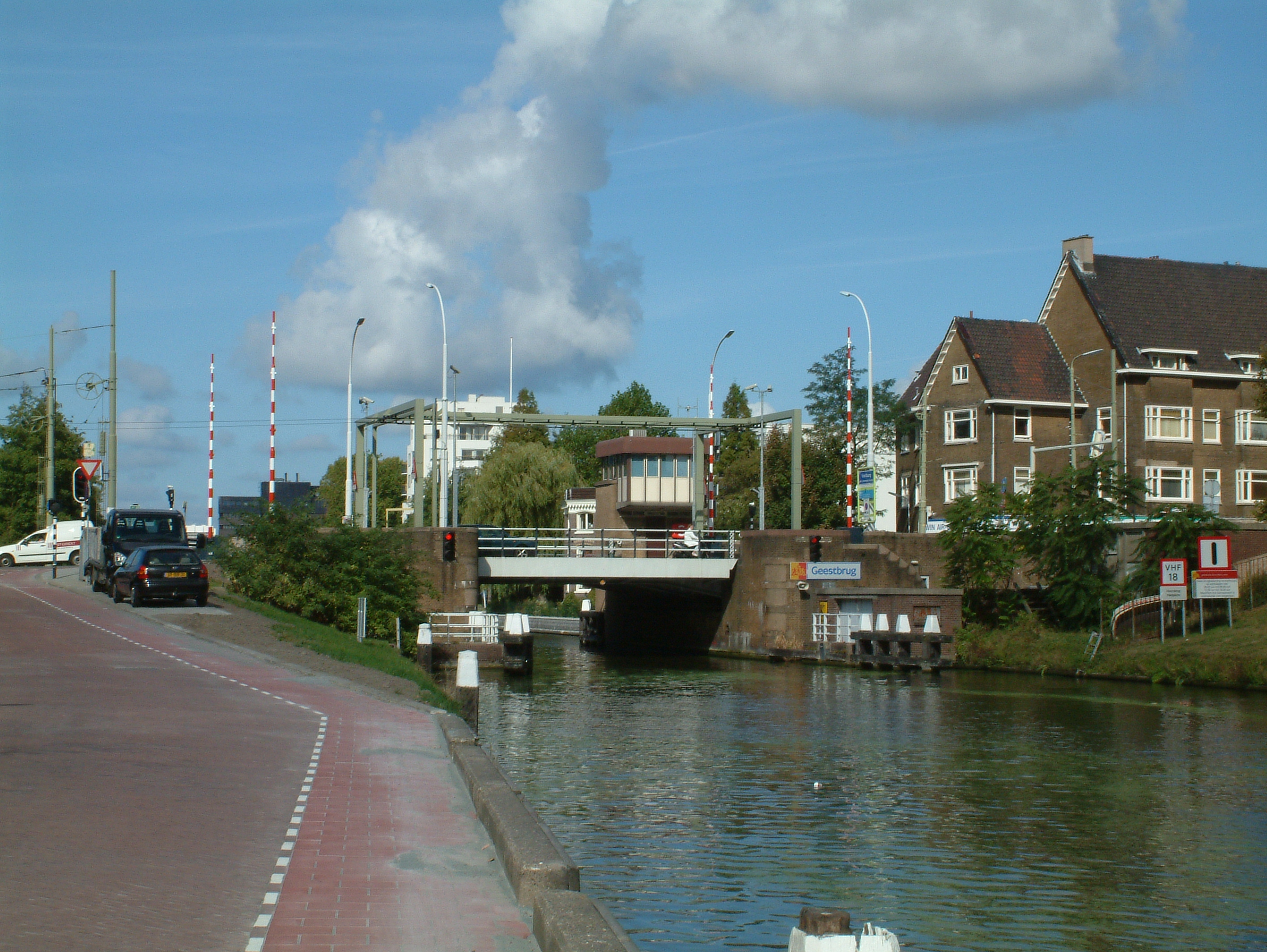
Geestbrug met rechts Voorburg

De Geestbrug is een basculebrug over de Haagvliet of Trekvliet uit het jaar 1933, gelegen in de Nederlandse provincie Zuid-Holland. De brug verbindt Rijswijk met Voorburg-West.

## Geschiedenis
De historie van de Geestbrug gaat terug tot 1350 toen de eerste brug over de net gegraven Haagvliet geopend werd; deze moest de bestaande weg over de strandwal van Voorburg naar Rijswijk herstellen, die nu immers door de Trekvliet of Haagvliet werd doorsneden. In 1430 werd de brug gesloten en later afgebroken, omdat hij in slechte staat verkeerde en niet goed was onderhouden.  Het Hoogheemraadschap van Delfland besloot in 1447 om een nieuwe vaste stenen brug te bouwen.
In 1892 werd de oude vaste brug vervangen door een dubbele ophaalbrug. In 1933 werd de huidige basculebrug geopend als verbinding tussen de Geestbrugweg in Rijswijk en de Prinses Mariannelaan in Voorburg. Hierdoor werd het ook mogelijk de vanaf 1927 reeds tot de Cromvlietkade lopende tramlijn I³ door te trekken naar station Voorburg. 
De Geestbrug was de oudste tolbrug in de omgeving.
Rond de Geestbrug ontstond een bebouwing, die het tot Rijswijk behorende gehucht Geestbrug vormde.
Bij de Geestbrug is het tot verscheidene gevechten gekomen. In 1528 wilde Maarten van Rossum de stad 's-Gravenhage plunderen, maar stuitte op groot verzet bij de Geestbrug.
Tijdens de terugtocht van de in 1574 in Leiden verslagen Spanjaarden, die met rond 1100 man onder bevel van Don Alonzo Lopez Gallio  naar Den Haag trokken om daar te overwinteren, volgde met onder anderen de Geuzen de Slag bij de Geestbrug. Tijdens deze veldslag lieten zo'n 200 Spanjaarden het leven.

## Naamgeving
De Geestbrug vormt de oeververbinding over de Trekvliet, ter plaatse waar deze de strandwal Voorburg-Rijswijk doorsnijdt. Op deze strandwal bevonden zich de geestgronden van Rijswijk.

## Openbaar vervoer
Buslijn 23 passeert de Geestbrug. Achtereenvolgens hebben tramlijn I³ (1933-1963), tramlijn 36 (1963-1966) en tramlijn 10 (1966-2011) over de Geestbrug gereden. Het dubbelspoor is nog intact en berijdbaar, maar er rijdt geen reguliere tramlijn meer over de brug.   

## Gemeentelijke indeling
Sinds 2002 grenst Rijswijk ter plaatse van de Geestbrug niet meer aan Voorburg. De linkeroever (Geestbrugkade) op de onderste foto behoort tot 2 meter uit de perceelgrens tot de gemeente Den Haag, als onderdeel van de corridor naar het tot de gemeente Den Haag behorende Leidschenveen. De bebouwing valt binnen de perceelgrens en valt hierdoor binnen de gemeente Rijswijk. De rechteroever, Voorburg-West, valt in de gemeente Leidschendam-Voorburg. In 2002 heeft de gemeente Den Haag het water van de Trekvliet geannexeerd om het Trekvliettracé aan te leggen. Deze tunnel werd uiteindelijk niet aangelegd onder de Trekvliet, maar onder de woonwijk Voorburg-West. Daarom is het de bedoeling om de oude grens weer te herstellen per 1 januari 2023.